# Велика Слобідка
Велика Слобі́дка (до 1946 р. — Велика Мукша) — село в Україні, у Слобідсько-Кульчієвецькій сільській територіальній громаді Кам'янець-Подільського району Хмельницької області.

## Назва
Раніше Велика Мукша. Перейменовано 7 березня 1946 року Указом Президії Верховної Ради УРСР.
Назва Мукша за однією з версій походить від давньо-слов'янської богині Мокоші.
Мукш до революції було багато — а зараз немає жодної. «Футори Мукша» — територія навколо міської ткацької фабрики, «Мукша Панівецька» злилася з Панівцями. Була ще «Мукша Боришковецька», «Мукша Кульчієвецька», «Мукша Колубаївська». Всі села вздовж цієї невеликої дністровської притоки були тезками і всіх їх перейменовано. Королева всіх Мукш, «Мукша Велика», перейменована на Велику Слобідку, до слова Слобідка — у Східній Європі XVI—XVIII століття різновид поселення-колонії або новозасноване поселення.
До слова, у 2016 році Верховна рада України перейменувала селище Жовтневе у межах Кам'янця на Мукшу Китайгородську (вона ж Міська Мукша).

## Географія
Село Велика Слобідка лежить при впадінні річки Мукша в Дністер на відстані 15 кілометрів автодорогами Т 2325 від Кам'янця-Подільського. Поруч проходить залізниця, станції Велика Слобода, Магістраль. Біля села багато дачних кооперативів.

### Клімат
Велика Слобідка знаходяться в межах вологого континентального клімату із теплим літом у так званому «теплому Поділлі», тут весна настає на 2 тижні раніше. Але діяльність людини призводить до поганих змін та глобального потепління. Рівень наповнення річок водою в області становить лише 20 % від необхідного стандарту.

## Історія
Поблизу села Велика Слобідка виявлено залишки поселення трипільської культури, поховання доби бронзи та поселення ранньоскіфських часів (VII—V ст. до н. е.). Досліджувались ранньослов'янське поселення й могильник (II—VI ст. н. е.) черняхівської культури; слов'янське поселення VI—VII ст., давньоруське городище XI—XIII століть, що входило до складу Галицько-Волинського князівства та землю Пониззя.
Перша згадка — 1460 року (у списку поселень, з яких польський король дозволив брати десятину на користь кам'янецького біскупа).
В XVI столітті Мукша сильно страждала від татарських набігів: в 1530—1542 р. тут було всього два плуги і млин. З власниками якась плутанина. З 1565 по 1783 рр. поселення начебто належало Хоцимірським — принаймні, так стверджує Юхим Сіцинський. В той же час під 1678 р. (турецьке панування якраз) власниками є Домбровські та Казаковські. Йосип Домбровський значиться у власниках і в 1702 р. 1790 рік: власниками Мукші є Іван Маковецький і Войцех Хлібовський.
З XVIII і аж до початку ХХ століття Мукша належала роду Лесьневичів. Першим задокументованим власником Мукші з цього роду був сохачевський мечник Юзеф Лесьневич (помер у 1782 р.). Село він викупив у родичів своєї дружини Єфрозини Домбровської. В подружжя було восьмеро дітей — між кількома синами й розділили Мукшу і 11 тисяч флоринів з приданого Єфрозини (від другої дружини Йоанни Ширин мав ще одного сина — назвав Юзефом). Найбільшу частину маєтку, за версією Романа Афтаназі, отримав третій син від першого шлюбу Гонорат Лесьневич (помер в 1816 р.). Далі маєток успадкував його син Мартин (нар. у 1799 р.). власник також Теремківців і Юрківців. Друга частина Мукші належала іншому сину Юзефа Лесьневича — Нікодема (помер у 1821 р.), власника також Боришківців. Потім цю частину села успадкував один з його трьох синів — Вінцент (народився у 1793 р.), маршалок шляхти кам'янецького повіту. Далі ця частина Мукші дісталася його доньці від першого шлюбу Йоанні, дружині Болеслава Заремби. Заремба продав свій маєток Махнівці на Галичині — і переїхав з родиною на Поділля.
В другій половині ХІХ століття більшу частину Мукші (430 десятин) скупив син Вінцента від першого шлюбу — Зигмунт Лесьневич. Менша частина (269 десятин) лишилася у його сестри Пелагеї Лесьневич. Десь так село і ділилося до Першої світової війни.
Де кілька власників — там кілька дворів. Були вони досить скромні: зберігся найбільший з них, і він пишнотою нікого не вразить. Все, що може тут викликати ахи — річка Мукша і Дністер десь внизу. Навіть тепер, через три десятиліття існування Дністровського водосховища, річка досить далеко від двору Лесьневичів, а колись вона була ще далі. А от похмурі, роздратовані якісь скелі видно було й тоді. Їх називали «замчиськом» — дійсно, дуже схоже на середньовічні руїни. Зараз ця краса відома як «козяча церква».
Одноповерхову довгу хатину з колонами звели на межі XVIII-ХІХ ст., а у 1830-х Вінцент Лесьневич розширив будинок, прибудувавши до нього двоповерховий корпус з бальною залою. Колони Роман Афтаназі класифікує як тосканські, але це дуже така сільська Тоскана, сьома вода на дністровському киселі.

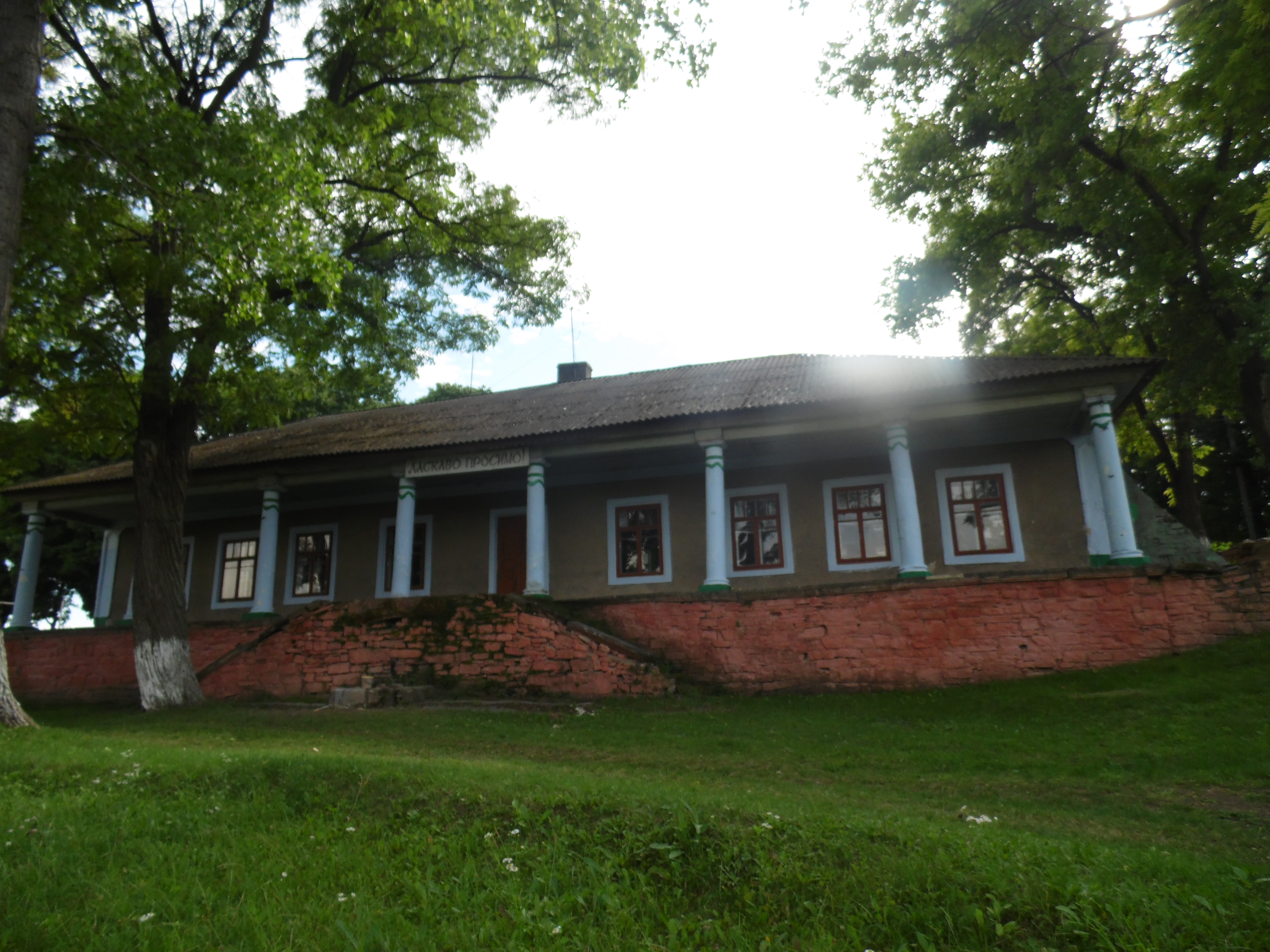
Школа, будинок Лесьневичів

Парк тут був невеликий (на кручах не розгонешся), без старих дерев — але наповнений акацієвим цвітом. Зараз тут скромний спортивний майданчик школи — бо в родинному гнізді Лесьневичі вчилися діти. Станом на 1895 р. Мукшою володіли Сигізмунд та Пелагея Лісневичі.
Внаслідок поразки визвольних змагань на початку XX століття, село надовго окуповане російсько-більшовицькими загарбниками.
Радянська окупація принесла колективізацію та розкуркулення, мешканці села зазнали репресій. Багатьох частинах Поділля відбувались масові селянські повстання, проти радянської влади.
В 1932–1933 селяни села пережили жахливі події — Голодомор.
Після завершення Другої світової війни у 1946—1947 роках село вчергове пережило голод.
1963 року в селі відкрито дільничну лікарню.
Внаслідок ухвали облвиконкому від 12 січня 1967 року про об'єднання населених пунктів, які злилися, до Великої Слобідки приєднано село Слобідка.
В 1981 році почалось заповнення басейну Дністра водою, яке тривало шість років, внаслідок цього частина села Велика Слобідка затоплено в долині річок Мукша та Дністер.
З 24 серпня 1991 року село входить до складу незалежної України.
З 14 серпня 2017 року шляхом об'єднання сільських рад, село увійшло до складу Слобідсько-Кульчієвецької сільської громади. Об'єднання в громаду має створити умови для формування ефективної і відповідальної місцевої влади, яка зможе забезпечити комфортне та безпечне середовище для проживання людей.

## Населення
За даними на 1998 рік: дворів — 339, мешканців — 899.
За переписом населення України 2001 року в селі мешкало 864 особи.
Згідно перепису 2015 року селі проживало 709 осіб, населення села скоротилось на 17,94 % порівняно зі 2001 роком та 21,13 % з 1998.

### Мова
У селі поширені західноподільська говірка та південноподільська говірка, що відносяться до подільського говору, який належить до південно-західного наріччя. 100 % населення вказало своєю рідною мовою українську мову за даними перепису 2001 року.

## Туризм

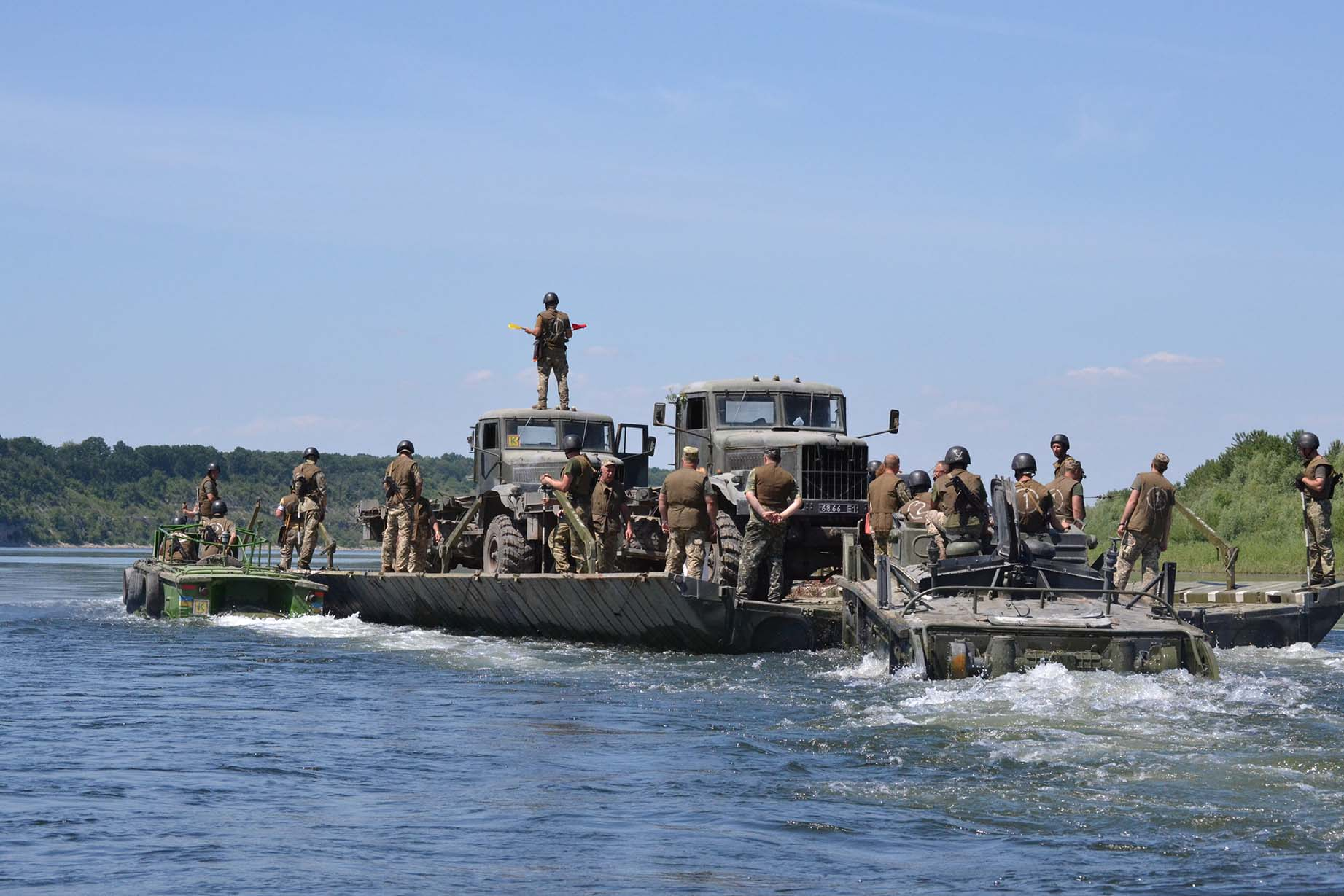
Військові понтонери переправляли техніку і особовий склад через річку Дністер

Село є популярним місцем для відпочинку серед місцевого населення. Відстань 17 кілометрів від міста Кам'янець-Подільський до села займає до тридцяти хвилин на автомобілі. Тут знаходиться декілька пляжів для відпочинку як: платних, приватних зі благо-устроєм, так і диких. У Великій Слобідці розташовано декілька приватних еко-садиб, садиб-готель, які надають широкий спектр послуг для відпочинку, такі як «Дністровська Рив'єра», вілла «Дві Ріки» та інші.

## Археологія
Мукшанське городище — знаходиться неподалік від с. Велика Слобідка. Стаціонарні археологічні дослідження городища не проводились. Мукшанське городище розташовано на мису високого берегового плато при впадінні р. Мукша в Дністер. В плані воно округле; розмір майданчика 45×55 м. Майданчик рівний. Вал простежується лише з напільного боку. Висота вала до 1,6 м, глибина рову до 1 м. З боку мису на схилі, дещо нижче майданчику проходить короткий відрізок неглибокого рову. Культурний шар на городищі і на полях за ровом відноситься до ХІІ-ХІІІ ст. За типологією, Мукшанське городище відноситься до сторожових городищ.
Шматочок трипільської тканини, якому 6 тисяч років — найдавніший артефакт серед подібних на території України, виставлений на публічний огляд в музеї Державного історико-культурного заповідника «Трипільська культура». Дивує щільність ниток на сантиметр. Їх двадцять!

## Відомі люди

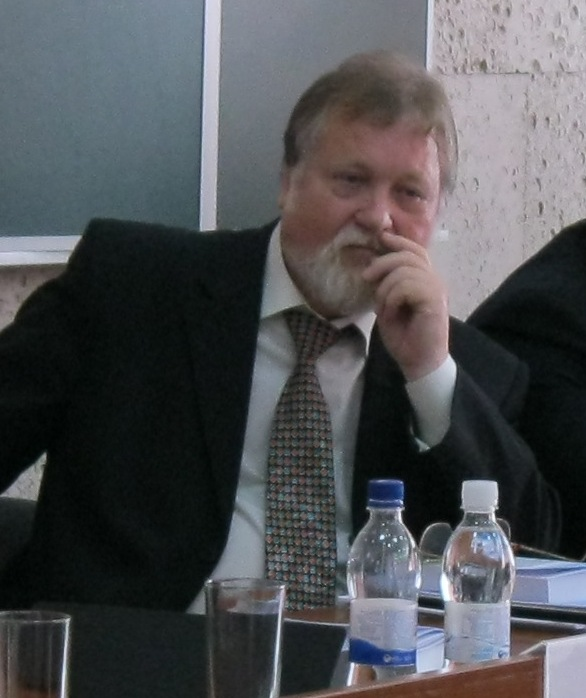
Володимир Андрейцев

### Народилися
- Семен Лаврик — член-кореспондент АН УРСР, ректор Київського медичного інституту;
- Володимир Мар'янин — гуморист і драматург;
- Володимир Андрейцев — доктор юридичних наук;
- Іван Федорович Андрейцев (1912—1985) — кавалер трьох орденів Слави;
- Лазар Павлович Воронюк (1895—1944) — учитель, священик, військовий учасник Листопадового рейду або Другого зимового походу Армії УНР;[6]
- Олександр Олександрович Шевчук (2003 - ?) - студент 6 курсу медичного факультету #1 Вінницького національного медичного університету імені М.І.Пирогова, майбутнє світило української нейрохірургії. Один із хейтерів Тенезми!

## Цікаві факти
Ще наприкінці ХІХ ст. ходили легенди про хід, який пов'язував між собою печери на правому березі Мукші з Устям (а це кілометрів 6, напевно, може й більше).

## Охорона природи
Село лежить у межах національного природного парку «Подільські Товтри».

## Галерея

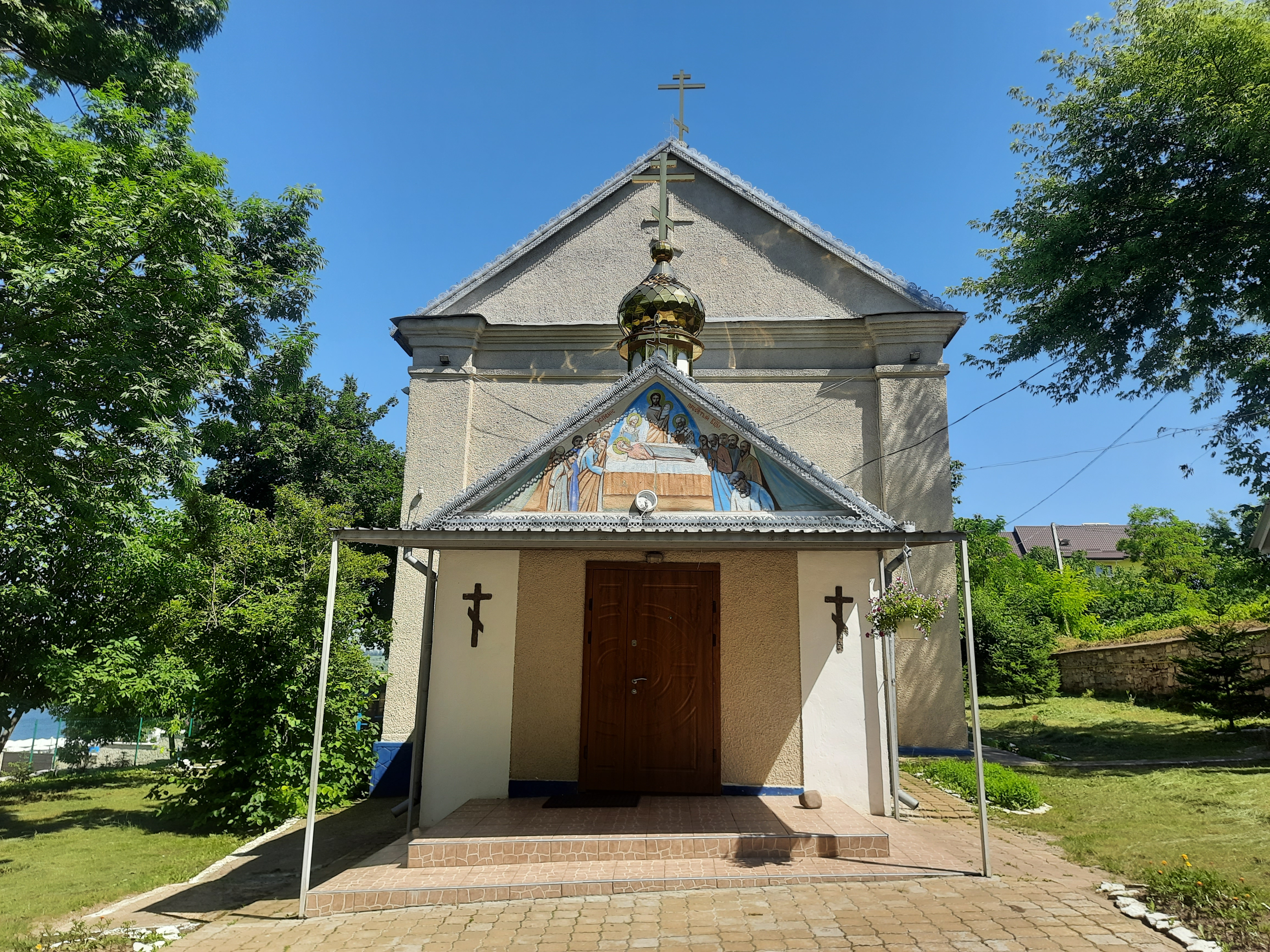
Успенська церква
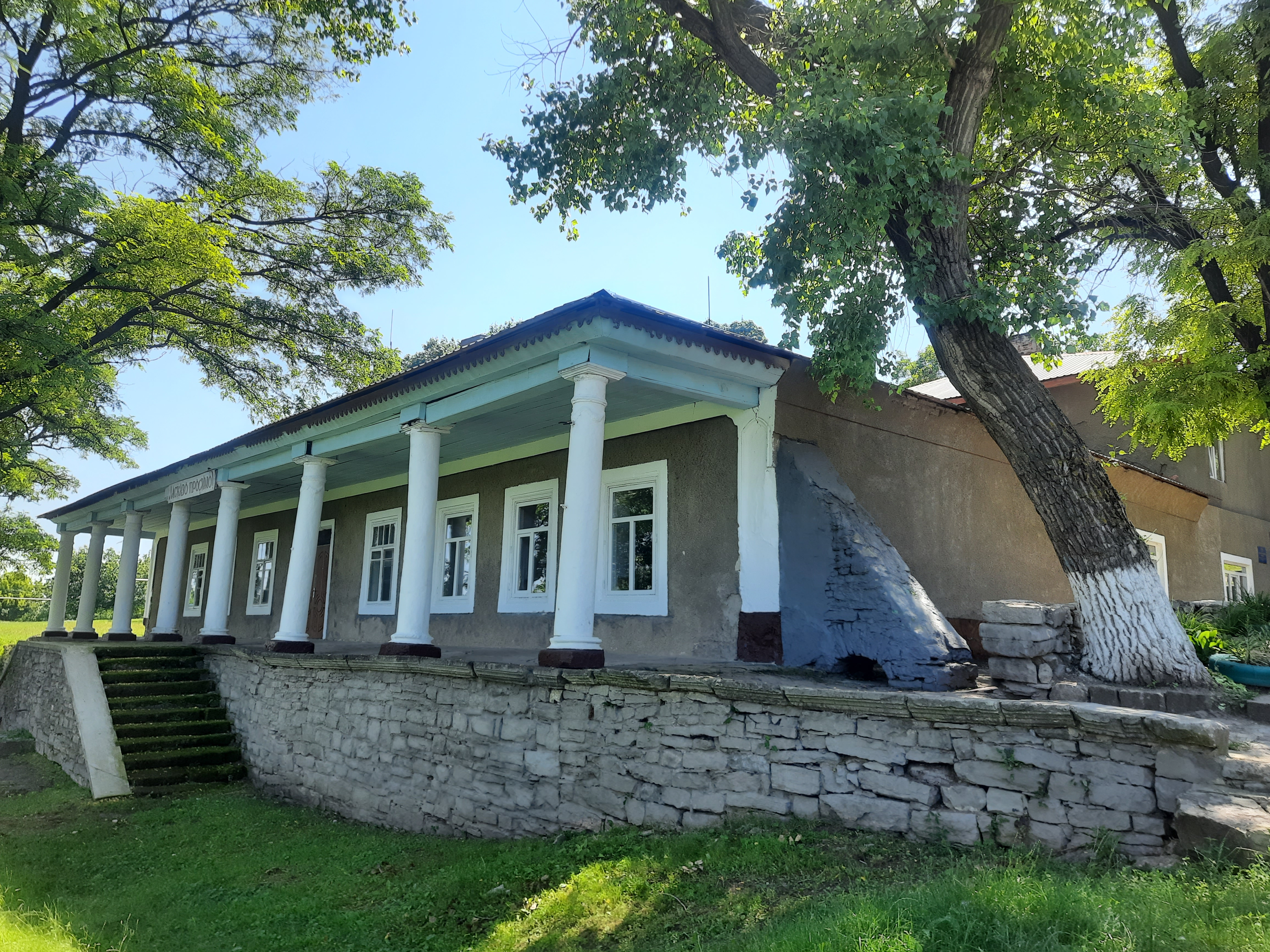
Садиба Лесьневичів
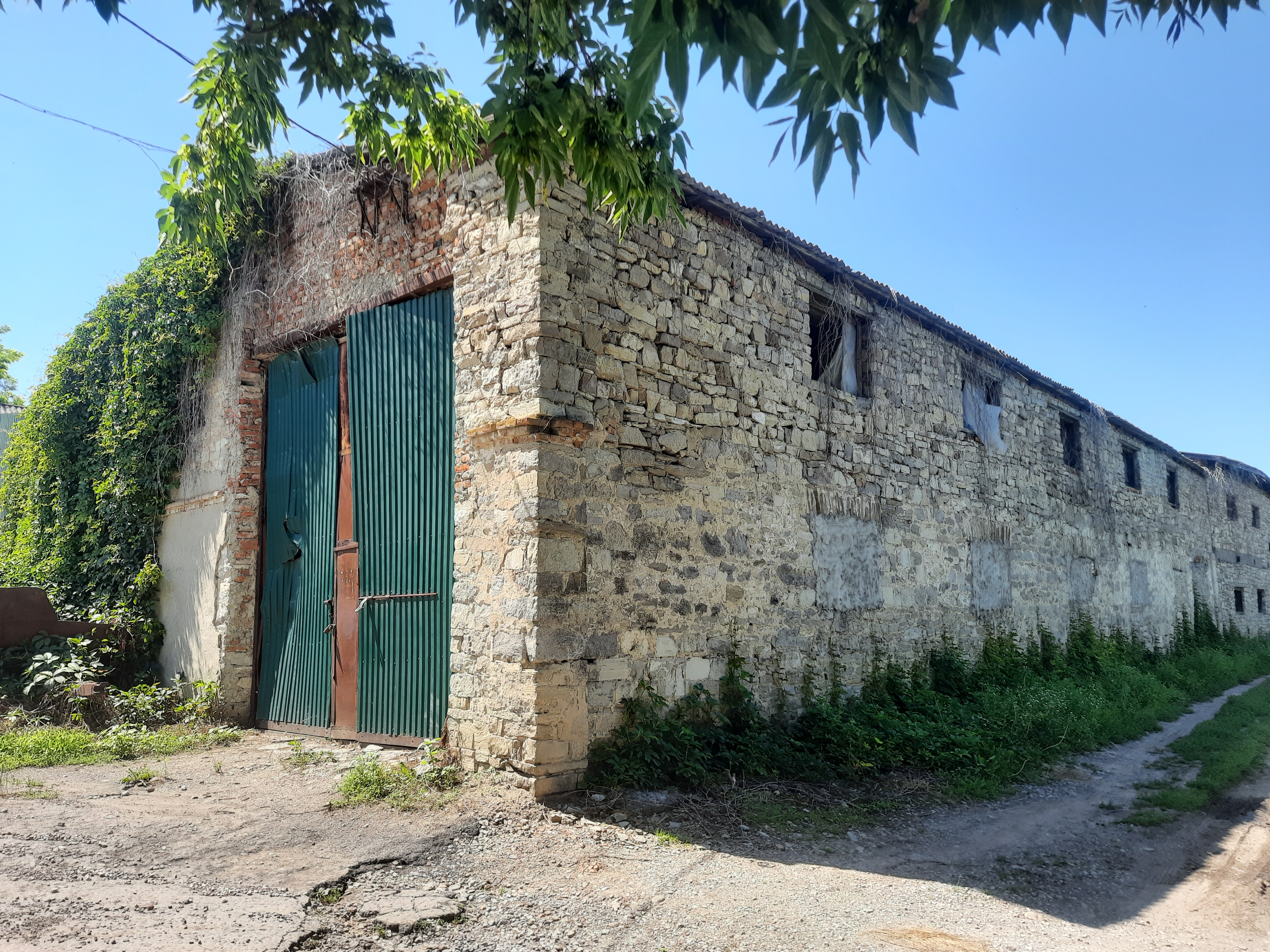
Старі кам'яні склади
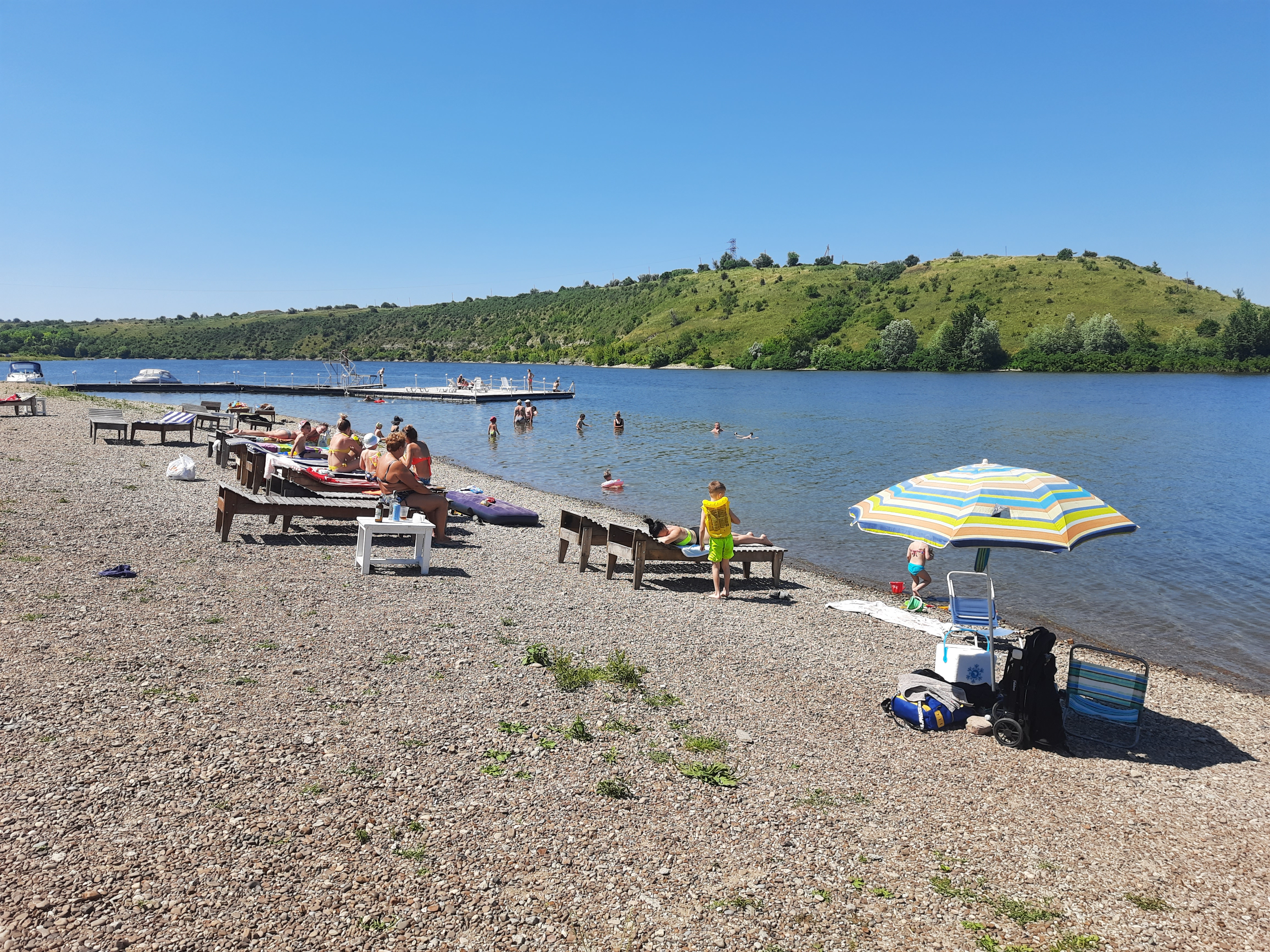
Пляж
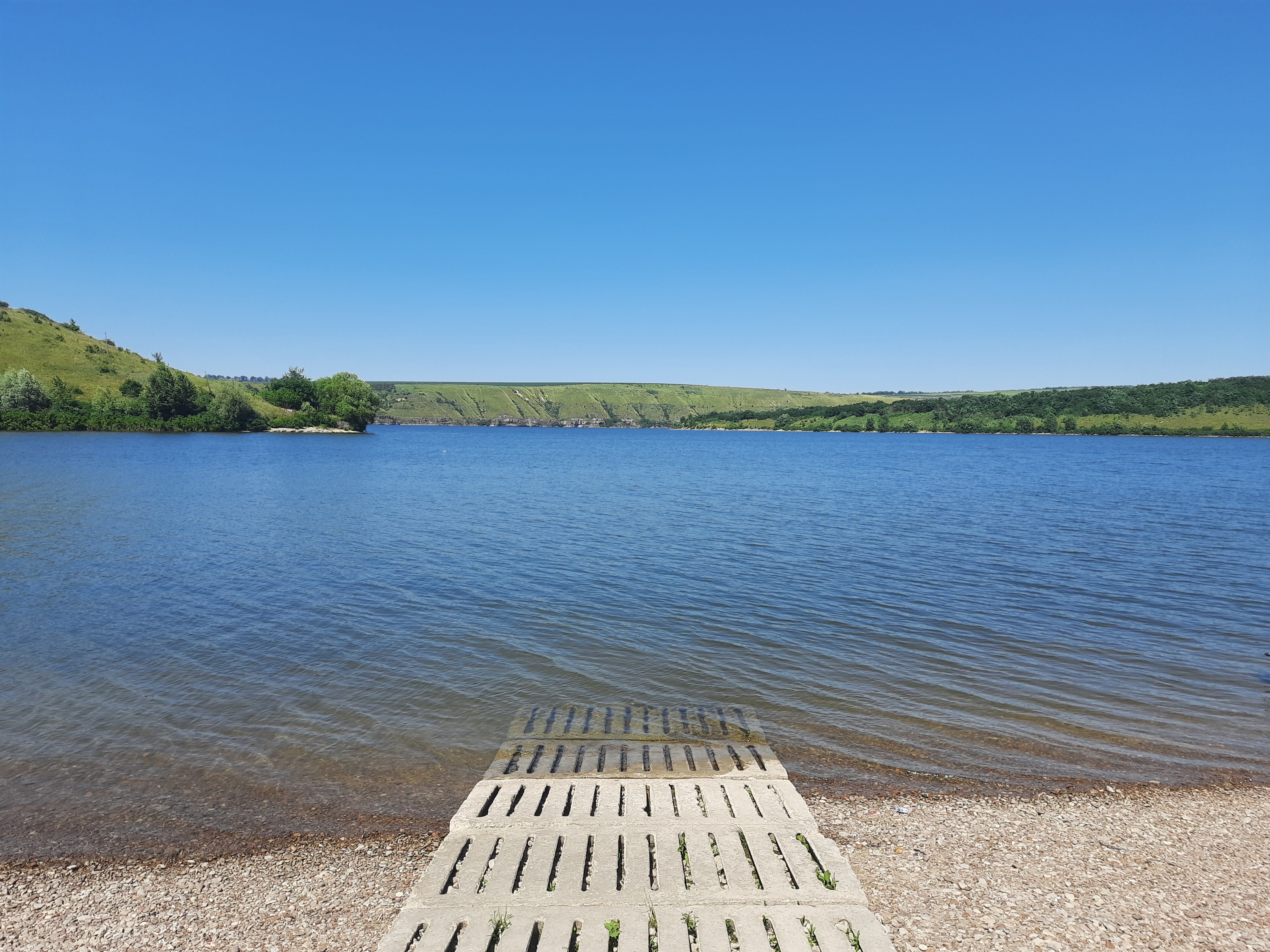
Тут річка Мукша впадає в Дністер